# Киевский городской совет
Киевский городской совет (укр. Київська міська рада), сокращённо Киевсовет (укр. Київрада) — представительный орган местного самоуправления Киева. Состоит из 120 депутатов, избираемых по пропорциональной системе.

## Фракции
Киевский городской совет состоит из 120 депутатов, избранных в результате выборов, проводимых по пропорциональной системе. Последние выборы проводились 25 октября 2020 года.
| Фракция                                                                   | Кол-во депутатов | Кол-во депутатов | Кол-во депутатов | Кол-во депутатов | Кол-во депутатов | Кол-во депутатов |
| Фракция                                                                   | май 2008         | август 2011      | апрель 2014      | октябрь 2015     | ноябрь 2015      |                  |
| ------------------------------------------------------------------------- | ---------------- | ---------------- | ---------------- | ---------------- | ---------------- | ---------------- |
| «Блок Леонида Черновецкого»                                               | 43               | 21               | —                | —                | —                |                  |
| «Блок Юлии Тимошенко» → «Блок Юлии Тимошенко—Батькивщина» → «Батькивщина» | 32               | 10               | 9                | 2                | 17               |                  |
| «Блок Виталия Кличко» → «УДАР Виталия Кличко» → «„УДАР-Солидарность“»     | 15               | 12               | 13               | 69               | 52               |                  |
| «Блок Литвина» → «Народная партия»                                        | 11               | 11               | —                | —                | —                |                  |
| «Гражданский актив Киева»                                                 | 8                | 8                | 11               | —                | —                |                  |
| «Партия регионов»                                                         | 6                | 10               | 8                | —                | —                |                  |
| «Блок Николая Катеринчука»                                                | 5                | 2                | 2                | —                | —                |                  |
| «Инициатива»                                                              | —                | 9                | 10               | —                | —                |                  |
| «Столичные реформы»                                                       | —                | 8                | 8                | —                | —                |                  |
| «Социальная справедливость»                                               | —                | 5                | 9                | —                | —                |                  |
| «Республика Киев»                                                         | —                | 4                | 4                | —                | —                |                  |
| «Возрождение Киева»                                                       | —                | 4                | 4                | —                | —                |                  |
| «Спортивный Киев»                                                         | —                | 4                | 5                | —                | —                |                  |
| «Кияны»                                                                   | —                | 3                | 2                | —                | —                |                  |
| «Сильная Украина»                                                         | —                | 2                | —                | —                | —                |                  |
| «Демократическая партия Украины»                                          | —                | —                | 12               | —                | —                |                  |
| «Центр»                                                                   | —                | —                | 6                | —                | —                |                  |
| «Альтернатива»                                                            | —                | —                | 5                | —                | —                |                  |
| «Перспективы столицы»                                                     | —                | —                | 2                | —                | —                |                  |
| «Единство»                                                                | —                | —                | —                | 10               | 15               |                  |
| «Радикальная партия Олега Ляшко»                                          | —                | —                | —                | 7                | —                |                  |
| «Свобода»                                                                 | —                | —                | —                | 6                | 14               |                  |
| «Самопомощь»                                                              | —                | —                | —                | 5                | 22               |                  |
| «Гражданская позиция»                                                     | —                | —                | —                | 3                | —                |                  |
| «Демократический альянс»                                                  | —                | —                | —                | 2                | —                |                  |
| «Новая жизнь»                                                             | —                | —                | —                | 1                | —                |                  |
| Внефракционные депутаты                                                   | —                | 7                | 10               | 10               | —                |                  |

## Здание
Десятиэтажное здание построено в 1957 году в течение шести лет институтом «Киевпроект». Архитектор А. Малиновский. Интерьеры и мебель были разработаны архитектором Ирмой Иосифовной Каракис. Первые три этажа облицованы красным гранитом, а остальные керамикой.

## Решения
24 сентября 2021 года Киевсовет обратится к правоохранителям из-за незаконного изменения пределов столицы в пользу области. За такое решение проголосовали на заседании 88 депутатов горсовета. Решение поддержали все фракции политсил, представленные в горсовете.

## Евромайдан

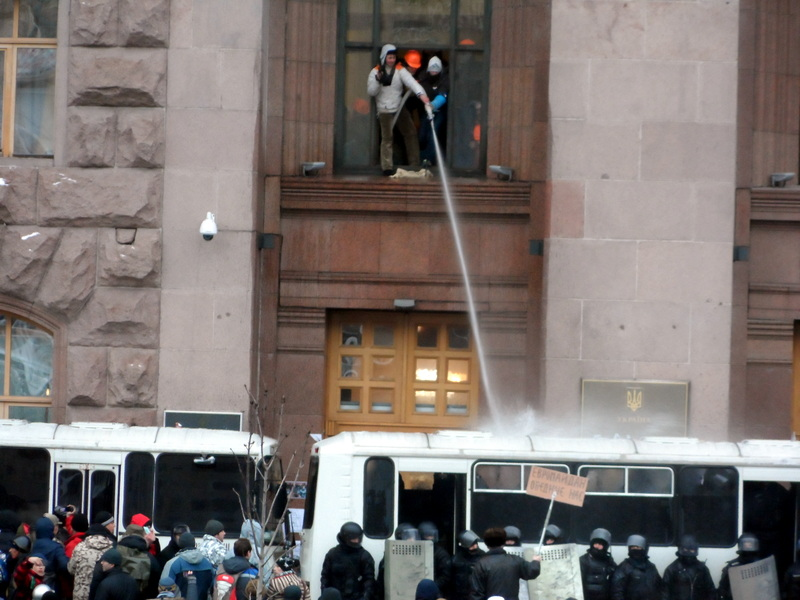
Противостояние у здания киевской городской администрации, 11 декабря 2013

В ходе акций протеста 2013—2014 года, 1 декабря, митингующие против срыва подписания соглашения о евроинтеграции захватили здание Киеврады и превратили его в «штаб восстания».
Примерно в час дня 1 декабря было захвачено здание по ул. Крещатик, 36, где расположены Киевская городская государственная администрация (КГГА) и Киевский городской совет. По сообщению «Украинской правды», в здание проникли около 15 активистов организации «Правый сектор» с активисткой Татьяной Чорновил и, вооружившись молотками и металлическими прутами, разбили стёкла на входных дверях и окна. Активистка призывала митингующих захватить здание и заблокировать его изнутри, но митингующие на первых порах пытались остановить активистов «Правого сектора», называя их провокаторами. Через какое-то время в здании уже распоряжались нардепы от ВО «Свобода», которые устроили в здании пункт обогрева для участников митинга. Опасаясь милиции, захватившие здание начинают баррикадироваться изнутри, используя любую попавшуюся под руку мебель. Между тем, у здания КГГА собирается толпа в несколько тысяч человек — большинство из них перешли туда с митинга на Майдане. Многие ходят по зданию и рассматривают всё, как на экскурсии.
12 декабря, утром «Беркут» снова пытался взять штурмом здание киевской городской администрации, но после активного противостояния был вынужден отступить. Во второй половине дня участники Евромайдана восстановили и укрепили баррикады и убрали снег на самой площади и на Крещатике. В конце дня Виктор Янукович пригласил оппозицию на «круглый стол» для переговоров. Протестующие по заключённому договору с владельцем здания заняли Дом Архитекторов по улице Бориса Гринченко, 9, где разместился штаб отрядов самообороны